# Distrito electoral federal 4 de San Luis Potosí
El IV Distrito Electoral Federal de San Luis Potosí es uno de los 300 Distritos Electorales en los que se encuentra dividido el territorio de México para la elección de diputados federales y uno de los 7 en los que se divide el estado de San Luis Potosí. Su cabecera es Ciudad Valles.
El territorio del Distrito IV se localiza en el extremo este del estado, en la Región Huasteca y está integrado por los municipios de Ciudad Valles, Ébano, El Naranjo, Santa Catarina, San Vicente Tancuayalab, Tamasopo, Tamuín y Tanquián de Escobedo.

## Distritaciones anteriores

### Distritación 1996 - 2005
Entre 1996 y 2005 el Distrito IV se localizaba en la misma zona y su cabecera era la misma Ciudad Valles, sin embargo, su integración municipal era diferente, de los municipios que en la actualidad lo forman, no lo integraban los de Tamasopo y Santa Catarina y si lo formaban los de San Antonio, Tampamolón y Tanlajás.

## Diputados por el distrito
- XLIV Legislatura
  - (1958 - 1961): Ignacio Aguiñaga Castañeda (PRI)

- XLVI Legislatura
  - (1964 - 1967): Luis Tudón Hurtado (PRI)
- XLVII Legislatura
  - (1967): Guillermo Fonseca Álvarez (PRI)
  - (1967 - 1970): Fausto Zapata Loredo (PRI)
- XLVIII Legislatura
  - (1970 - 1973): Luis Tudón Hurtado (PRI)
- XLIX Legislatura
  - (1973 - 1976): Vicente Ruiz Chiapeto (PRI)
- L Legislatura
  - (1976 - 1979): Héctor González Lárraga (PRI)
- LI Legislatura
  - (1979 - 1982): Ángel Martínez Manzanares (PRI)
- LII Legislatura
  - (1982 - 1988): Gerardo Ramos Romo
- LIV Legislatura
  - (1988 - 1991): Miguel de J. Martínez Castro
- LV Legislatura
  - (1991 - 1994): Jesús Mario del Valle Fernández
- LVI Legislatura
  - (1994 - 1997): Antonio Rivera Barrón (PRI)
- LVII Legislatura
  - (1997 - 2000): Antonio Esper Bujaidar (PRI)
- LVIII Legislatura
  - (2000 - 2003): Manuel Medellín Milán (PRI)
- LIX Legislatura
  - (2003 - 2006): José María de la Vega Lárraga (PRI)
- LX Legislatura
  - (2006 - 2009): David Lara Compeán (PAN)
- LXI Legislatura
  - (2009 - 2012): Delia Guerrero Coronado
- LXII Legislatura
  - (2012 - 2015): Jorge Terán Juárez
  - (2015): Alberto Robles López
- LXIII Legislatura
  - (2015 - 2018): Cándido Ochoa Rojas
- LXIV Legislatura
  - (2018 - 2021): José Ricardo Delsol Estrada
- LXV Legislatura
  - (2021 - 2024): Antolin Guerrero Márquez
- LXVI Legislatura
  - (2024 - 2027): Francisco Adrián Castillo Morales

## Elecciones de 2009
|  | Partido Acción Nacional                        |  | César Augusto Contreras Malibrán |
|  | Partido Revolucionario Institucional           |  | Delia Guerrero Coronado          |
|  | Partido de la Revolución Democrática           |  | Lorena Larraga Gómez             |
|  | Coalición Salvemos a México (PT, Convergencia) |  | Alfonso Cruz Sahagún             |
|  | Partido Verde Ecologista de México             |  | Rubén Balleza Chávez             |
|  | Partido Nueva Alianza                          |  | Humberto García Rocha            |
|  | Partido Socialdemócrata                        |  | Sergio Antonio Ponce Ponce       |